# Vestibular da Universidade Federal de Minas Gerais

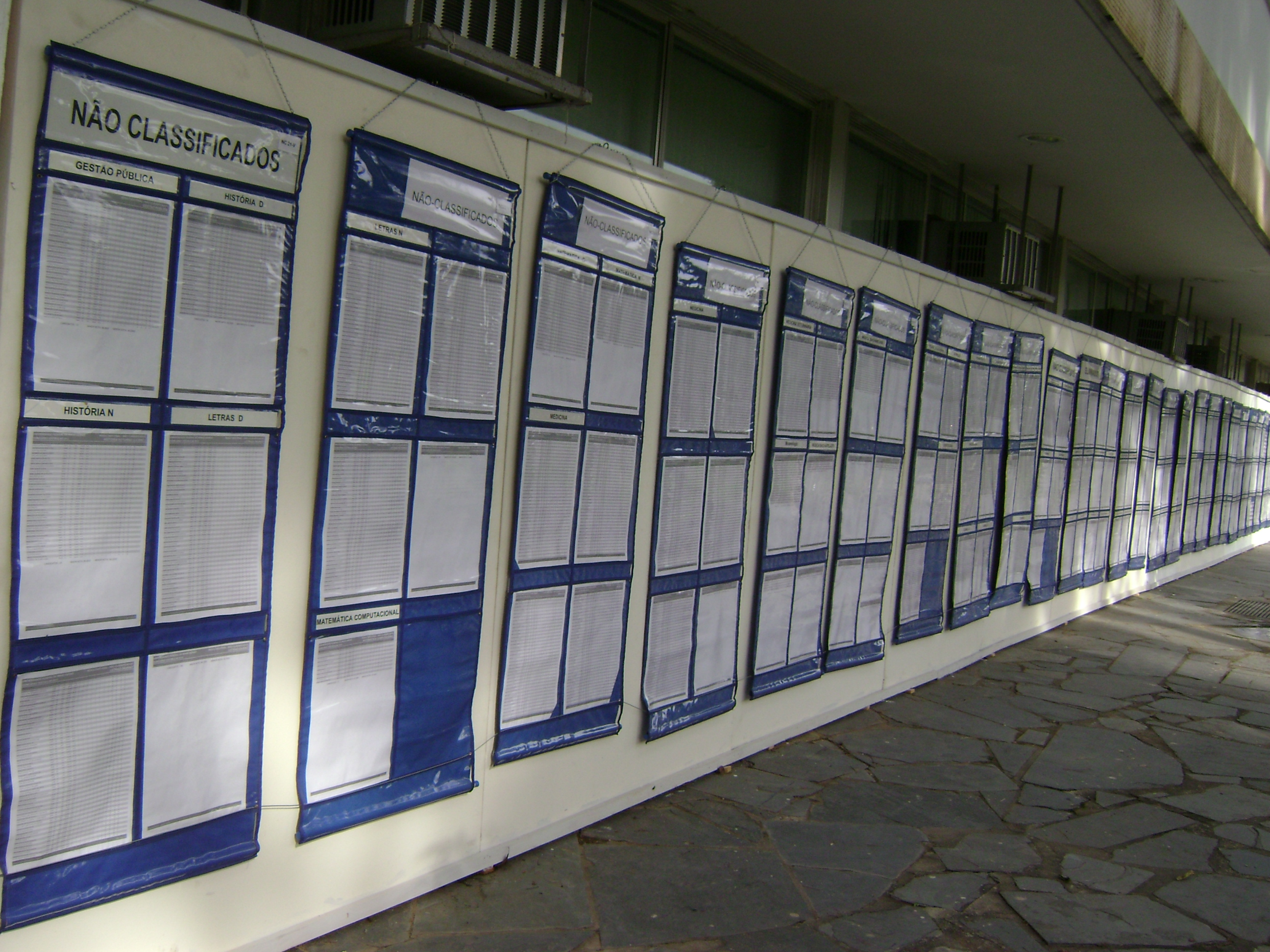
Banners listando as notas dos candidatos ao Vestibular 2010, afixados em frente à Reitoria.

O Vestibular da Universidade Federal de Minas Gerais foi um dos maiores e mais concorridos vestibulares do Brasil. O Concurso Vestibular era a principal forma de admissão à UFMG, aberto a estudantes que tenham concluído o Ensino Médio ou estudos equivalentes. O processo seletivo era organizado pela Comissão Permanente do Vestibular (Copeve) e ocorria uma vez por ano, sendo a 1ª etapa no final do mês de novembro, e a 2ª etapa no início do mês de janeiro. Apesar do vestibular ser uma vez por ano as entradas de novos alunos ocorrem semestralmente.
O vestibular tradicional foi extinto em 2013, sendo substituído pelo ENEM, com oferta de vagas pelo SiSU e concorrências no início dos dois semestres. Em 2015, a UFMG decidiu que, a exemplo do que ocorreu no vestibular tradicional anteriormente, a partir de 2016 passa a ofertar todas as suas vagas somente no SiSU do primeiro semestre, preenchendo nele as vagas de ambos os semestres. A medida foi tomada com intenção de evitar vagas ociosas, visto que muitos alunos optavam por um curso no 1º semestre e mudavam de opção no 2º, inviabilizando a ocupação de centenas de cadeiras.

## Como funcionava
Tradicionalmente, o vestibular era dividido em duas etapas. A primeira etapa constava de 8 provas, constituídas por questões de múltipla escolha concernentes a disciplinas do núcleo comum do Ensino Médio – ou seja, Biologia, Física, Geografia, História, Língua Estrangeira (Espanhol, Francês ou Inglês), Língua Portuguesa e Literatura Brasileira, Matemática e Química. Nesta etapa todos tinham 4 horas e 30 minutos para fazer as questões e preencher os gabaritos. Cada uma dessas 8 provas, comuns a todos os cursos, era constituída de 8 questões e cada uma dessas questões valia 1 ponto.
A segunda etapa consistia de uma Prova de Redação, comum a todos os cursos, e de Provas Específicas por curso ou habilitação. Em cada uma das provas da 2a. etapa, eram atribuídas notas de 0 a 100 pontos. Nessa etapa, seria eliminado o candidato que não obtiver, pelo menos, 1 ponto em cada uma das provas feitas, por curso, exceto na Prova de Redação e nas provas de Habilidades – Atuação, Audição Didática Coletiva, Percepção Musical, Percepção Visual e Prática de Música –, cujo mínimo exigido era de 10 pontos. O total de pontos obtidos na 2a. etapa seria igual à média aritmética das notas obtidas nas Provas Específicas de cada curso, multiplicada por 0,96.
A nota final do candidato era a soma do resultado de pontos obtidos na 1a. e 2a. etapas.